# W.S. MacHarg House
La W. S. MacHarg House è stata una residenza progettata da Adler & Sullivan e costruita nel 1891 a Chicago, Illinois, durante un periodo di intensa attività architettonica che ha visto emergere figure di spicco come Frank Lloyd Wright. L'edificio fu una delle commissioni di tipo residenziale dello studio, le quali venivano spesso affidati al giovane Wright, all’epoca assistente di Louis Sullivan. La casa è stata demolita nel 1926, privando così la città di un esempio significativo del passaggio stilistico verso l'architettura moderna.
La W. S. MacHarg House sopravvive solo attraverso la documentazione storica e gli scritti sull'opera di Wright e Sullivan. È considerata un esempio del contributo collettivo dello studio Adler & Sullivan allo sviluppo dell'architettura residenziale americana, nonché un primo banco di prova per le idee che Wright avrebbe successivamente sviluppato nelle sue iconiche case Prairie. La casa è stata una delle prime a mostrare caratteristiche che avrebbero definito il modernismo architettonico, come l'enfasi sulla semplicità geometrica e la funzionalità. L'importanza di Wright come innovatore è inscindibile dall'influenza che Louis Sullivan ebbe su di lui, sottolineando come la W. S. MacHarg House sia stata un terreno di apprendimento per il giovane architetto.

## Descrizione architettonica
La W. S. MacHarg House era progettata nello stile Shingle, che si distingueva per l’uso di materiali semplici, un tetto ripido, archi arrotondati e abbondanti abbaini. Questo stile, che ricorda vagamente il design della casa di Wright a Oak Park, rifletteva l’attenzione per la combinazione di forme geometriche e dettagli funzionali.
Uno degli elementi più innovativi introdotti da Wright in questa struttura fu l’uso di finestre a battente con apertura verso l’esterno, che anticipavano soluzioni progettuali sviluppate più ampiamente nelle sue successive case in stile Prairie School. Questi elementi non solo miglioravano la ventilazione, ma creavano una connessione visiva e fisica tra gli interni e gli esterni, una caratteristica distintiva dell'approccio di Wright all'architettura residenziale.

## Contesto storico e controversie
L'assegnazione del progetto a Wright, sebbene fosse un collaboratore nello studio Adler & Sullivan, si colloca in un momento chiave della sua formazione professionale. Le influenze di Louis Sullivan, noto per il suo motto "la forma segue la funzione", sono chiaramente visibili nella geometria e nella semplicità funzionale della MacHarg House.
Tuttavia, come accaduto con altri progetti residenziali del periodo, le attribuzioni di paternità hanno sollevato dibattiti nel tempo. Secondo alcune analisi, Wright tendeva a enfatizzare il proprio ruolo nei progetti in cui era coinvolto, come dimostrato dalle controversie legate alla James Charnley House, costruita nello stesso periodo (1891-1892). Wright, in diverse occasioni, ha attribuito a sé il merito esclusivo di progetti originariamente concepiti sotto la guida di Sullivan, una figura che, nonostante tutto, rimase cruciale per la sua evoluzione artistica.
In particolare, la W. S. MacHarg House è stata oggetto di una lunga discussione riguardo alla sua paternità. Per anni, è stata ritenuta un'opera "indipendente" di Wright, ovvero un progetto che avrebbe portato avanti mentre lavorava ancora per Adler & Sullivan. Tuttavia, recenti studi hanno confermato che si trattava di un incarico ufficiale dello studio Adler & Sullivan, con il contributo di Wright.

## Demolizione
Nonostante la sua rilevanza architettonica e storica, la W. S. MacHarg House è stata demolita nel 1926, in un periodo in cui molte residenze storiche di Chicago venivano rimosse per far spazio a nuove costruzioni. La perdita di questa casa ha sottratto un pezzo significativo della storia dell’architettura residenziale americana, impedendo alle generazioni future di apprezzare direttamente l'evoluzione stilistica che essa rappresentava.